# 聯合導演
聯合導演（英語：Co-director）是指一部影視作品由兩名或以上的導演來合作拍攝，聯合導演當中必須有一個為執行導演，在拍攝期間內主導現場的拍攝工作，也確保作品能夠在預算之內如期完成。
在中國大陸、台灣、香港、澳門、新加坡等地以中文放映的相關影視作品例子包括：麥兆輝與莊文強聯合導演《頭文字D》、《傷城》、《大搜查之女》、《聽風者》、《無間道》、《無間道Ⅱ》、《無間道Ⅲ：終極無間》、《竊聽風雲》、《竊聽風雲2》及《竊聽風雲3》 ，郭子健與鄭思傑聯合導演《打擂台》，陸劍青與梁樂民聯合導演《赤道》、《寒戰》及《寒戰II》，等等。